# Pademelon de Brown
Thylogale browni
Espèce
Statut de conservation UICN

 VU A2d : Vulnérable
Répartition géographique
Le Pademelon de Brown (Thylogale browni ; Brown's Pademelon en anglais) est une espèce de marsupiaux de la famille des Macropodidés. Il est endémique en Nouvelle-Guinée. Jusqu'à récemment, il était considéré comme une sous-espèce du Pademelon à queue courte.
C'est un animal relativement petit, trapu comme tous ces petits kangourous que sont les Pademelons, pesant de 3 à 9 kg. Son pelage est brun foncé sur le dessus, le dessous est plus clair. Comme la plupart des kangourous, ses pattes arrière sont longues et fortes, ses pattes avant sont beaucoup plus courtes.
Il vit dans le nord de la Nouvelle-Guinée et dans les îles de l'archipel Bismarck, mais probablement introduit là par des humains. Son habitat est la forêt tropicale. Son mode de vie est peu connu, on peut présumer que, comme tous les Pademelons, c'est un animal solitaire nocturne qui se nourrit d'herbes et de feuilles.
La principale menace pour ces animaux est leur chasse pour la viande. L'UICN estime que la population totale a diminué au cours des 15 à 20 dernières années de plus de 30 % et considère cette espèce comme « vulnérable ».